# Anatole de Montesquiou-Fézensac

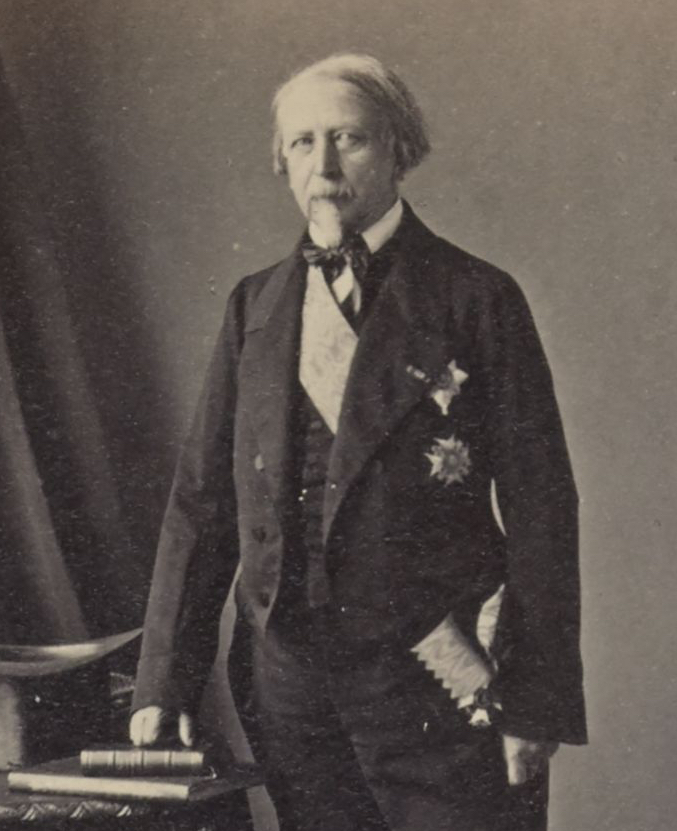
Anatole de Montesquiou-Fézensac

Ambroise Anatole Augustin de Montesquiou-Fézensac (Parijs, 8 augustus 1788 - Bessé-sur-Braye, 22 januari 1878) was een Frans militair, politicus en schrijver.

## Familie
Hij was de zoon van Pierre de Montesquiou-Fézensac en Louise Charlotte Françoise Le Tellier de Courtanvaux. Van zijn vader erfde hij de titel van graaf. Hij huwde met zijn nicht Élodie de Montesquiou en werd vader van drie zonen: Napoléon-Anatole (1810-1872), Thierry-Anatole (1824-1864) en Wladimir-Anatole (1830-1887). Hij was de grootvader van Robert de Montesquiou.

## Carrière

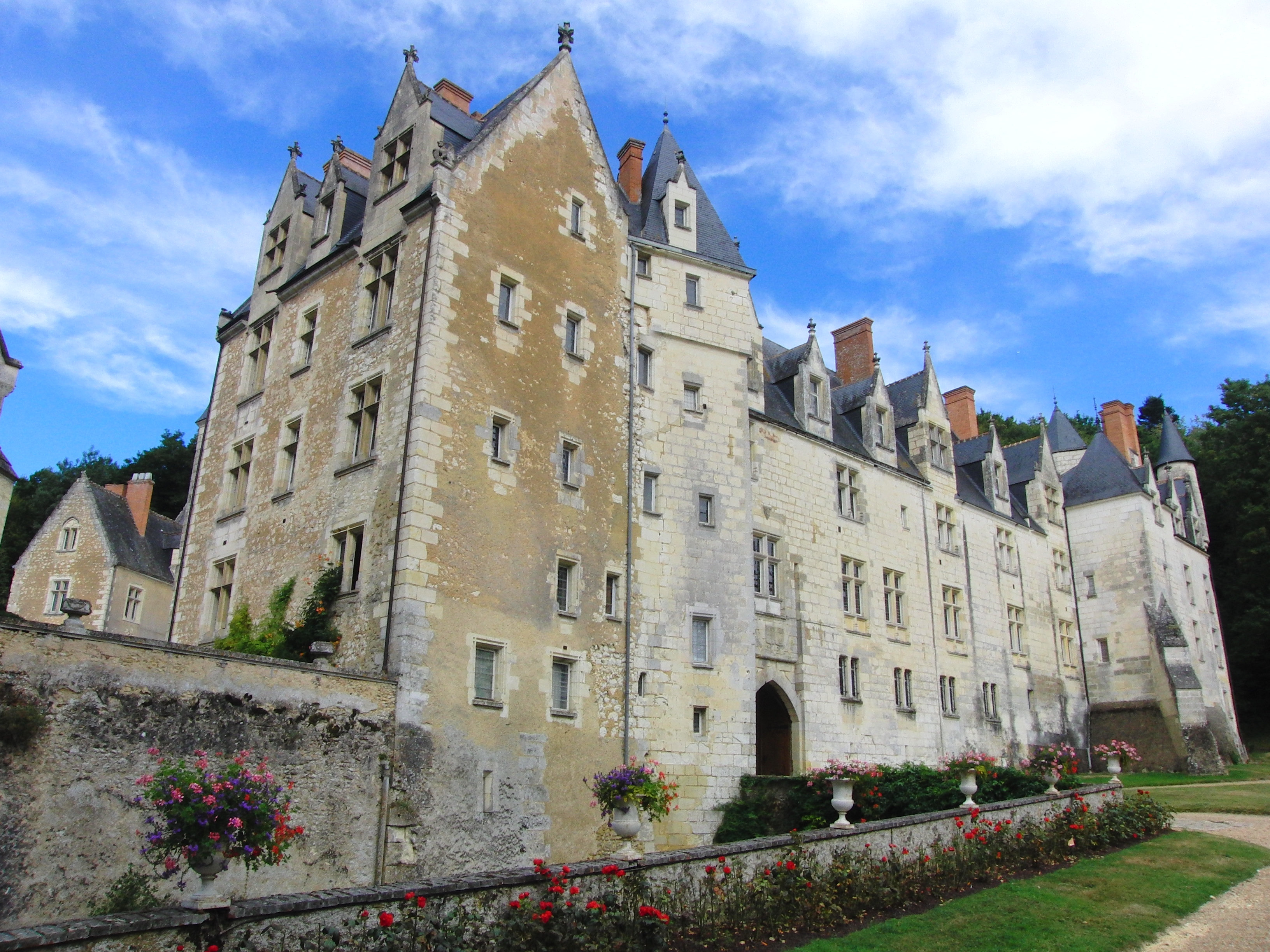
Château de Courtanvaux

In 1806 begon hij een militaire carrière in het napoleontisch leger. Na de Slag bij Essling (1809) werd hij opgenomen in het Legion d'Honneur en na de Slag bij Wagram (1809) werd hij bevorderd tot kapitein. In 1810 kreeg hij van Napoleon de titel van baron. Hij vocht tijdens de veldtochten in Rusland (1812) en Duitsland (1813). Hij werd bevorderd tot kolonel in 1813 en werd adjudant van Napoleon. Ook zijn moeder werd een vertrouweling van Napoleon. Zij werd benoemd tot gouvernante van Napoleon II. Na de verbanning van Napoleon trok Montesquiou zich terug in Wenen. 
Dankzij de tussenkomst van zijn oom werd het hem toegestaan terug te keren naar Frankrijk na de Restauratie. In 1816 werd hij adjunt van de hertig van Orléans (de latere koning Lodewijk Filips). Na zijn troonsbestijging in 1830 vertrouwde Lodewijk Filips hem diplomatieke missies toe naar Rome en Napels. In 1831 benoemde hij hem tot maréchal de camp (brigadegeneraal) en tot grootofficier in het Légion d'Honneur. In 1841 werd hij pair van Frankrijk en in 1847 grande van Spanje.
Montesquiou werd in 1834 verkozen in de Kamer van Afgevaardigden en werd herverkozen in 1837 en 1839. 
Na de Februarirevolutie van 1848 volgde hij Lodewijk Filips in ballingschap. Pas in 1850, na de dood van Lodewijk Filips, keerde hij terug naar Frankrijk. Tussen 1864 en 1869 leidde hij de Société de secours aux blessés militaires, de voorloper van het Franse Rode Kruis.
Hij overleed in 1878 in het familiekasteel in het departement Sarthe, het Château de Courtanvaux.

## Geschriften
Na zijn terugkeer uit Wenen in 1815 wijdde Montesquiou een deel van zijn tijd aan studie en schrijven. Hij publiceerde gedichten, zowel vertaligen als eigen werk, en schreef ook proza en toneelstukken. Hij stelde zich kandidaat voor opname in de Académie française in 1858 en opnieuw in 1870, maar raakte niet verkozen.
- Sonnets, Canzones et Triomphes (drie delen, 1843-1845), Franse vertalingen van Latijnse en Italiaanse gedichten;
- Chants divers (twee delen, 1843), verzameling gedichten en liederen ter ere van het empireleger;
- La galerie des tableaux du duc d’Orléans, proza;
- Monsieur de Fargues (1852), toneelstuk;
- Un Crime (1853), toneelstuk;
- Les Semblables (1853), toneelstuk;
- Souvenirs sur la Révolution, l’Empire, la Restauration et le règne de Louis-Philippe (1961), postuum verschenen autobiografie.